# Cyclothone pallida
Cyclothone pallida és una espècie de peix pertanyent a la família dels gonostomàtids.

## Descripció
- La femella pot arribar a fer 7,5 cm de llargària màxima i el mascle 4,8.
- 12-15 radis tous a l'aleta dorsal i 16-19 a l'anal.
- El seu color varia entre marró clar i fosc.
- L'àrea immediatament anterior a l'origen de les aletes anal i dorsal és transparent o lleugerament pigmentada.[6][7][8]

## Hàbitat
És un peix marí, mesopelàgic i batipelàgic que viu entre 16 i 4.663 m de fondària (normalment, entre 600 i 1.800) i entre les latituds 61°N-40°S, 180°W-180°E. No fa migracions verticals diàries.

## Distribució geogràfica
Es troba a les aigües temperades i tropicals de l'Atlàntic, l'Índic i el Pacífic; al sud d'Austràlia i el mar de la Xina Meridional.

## Observacions
És inofensiu per als humans.